# Constantijn Stotijn
Constantijn Stotijn (ook wel Constant Stotijn sr.) (Den Haag, 5 april 1883, Den Haag, 13 juli 1946) was een Nederlands violist.
Hij was zoon van broodbakker Johannes Louis Stotijn en Helena Kooper. Jongere broers Jaap Stotijn (hobo) en Herman Stotijn (cellist) werden muzikant. Hijzelf trouwde in 1907 met Cornelia Christina Olivier. Zoon Constant Stotijn werd hoboïst, zoon Louis Stotijn fagottist.
Constantijn gaf op jonge leeftijd les aan Jaap, maar werd daarna volledig door hem overvleugeld. Constantijn Stotijn was violist van het Residentie Orkest. Hij was er vanaf de oprichting bij en gaf leiding aan de groep Tweede viool, schoof later door naar de Eerste violen. Indien nodig bespeelde hij aldaar ook de piano (als orkestpartij) en celesta.
Het orkest stond onder leiding van Ignace Neumark in juli 1946 tijdens een concert in het Kurhaus stil bij zijn overlijden met de uitvoering van de Maurerische Trauermusik van Wolfgang Amadeus Mozart. 